# Ferenc Salbert
Ferenc Salbert, född den 5 augusti 1960 i Ungern, är en fransk före detta friidrottare som tävlade i stavhopp.
Salbert deltog vid inomhus-EM 1987 där han blev silvermedaljör efter landsmannen Thierry Vigneron med ett hopp på 5,85. Han deltog även vid inomhus-VM samma år och slutade då fyra efter att ha klarat 5,80.
Vid VM 1987 i Rom var han i final men slutade först på en tionde plats efter att ha klarat 5,50. Hans sista mästerskap var inomhus-VM 1991 i Sevilla där han slutade på tredje plats efter att ha klarat 5,70.
2002 valdes han in som vicepresident i det ungerska friidrottsförbundet.

## Personligt rekord
- Stavhopp - 5,80 meter (5,90 meter inomhus)